# Rebelión de Panthay
La Rebelión de Panthay (1856-1873), también conocida como Rebelión de Du Wenxiu (Rebelión de Tu Wen-hsiu), fue una rebelión del pueblo musulmán hui y otros grupos étnicos (musulmanes y no musulmanes) contra la dinastía Qing, dirigida por los manchúes, en el suroeste de la provincia de Yunnan, como parte de una oleada de disturbios multiétnicos liderados por los hui.
El nombre «Panthay» es una palabra birmana que, según se dice, es idéntica a la palabra shan Pang hse. Era el nombre con el que los birmanos llamaban a los musulmanes chinos que llegaban con caravanas a Birmania desde la provincia china de Yunnan. El nombre no se utilizaba ni se conocía en la propia Yunnan.

## Causas

Bandera de la Rebelión Panthay.

La discriminación de los hui por parte de la administración imperial china fue la causa de sus rebeliones. Aunque algunas fuentes sugieren que la Rebelión de Panthay se originó únicamente como un conflicto entre mineros han y hui en 1853, las tensiones entre han y hui habían existido durante décadas antes del suceso, incluida una masacre de tres días de hui a manos de funcionarios han y Qing en 1845. Los hui y los han eran considerados y clasificados por los Qing como dos grupos étnicos diferentes, sin que los hui fueran considerados una clasificación exclusivamente religiosa.
En el volumen 8 de la Enciclopedia de Religión y Ética se afirma que la revuelta de los musulmanes de Panthay fue desencadenada por el antagonismo racial y la guerra de clases, y no por la suposición errónea de que todo se debía al Islam y a la religión.
En 1856, una masacre de musulmanes organizada por un funcionario Qing manchú encargado de reprimir la revuelta en la capital provincial de Kunming desencadenó una insurgencia multiétnica en toda la provincia. En la ciudad de Dali, al oeste de Yunnan, Du Wenxiu (1823-1872), nacido en Yongchang en el seno de una familia china han convertida al islam, estableció un reino independiente.
El oficial manchú que inició la masacre antimusulmana fue Shuxing'a, que desarrolló un profundo odio hacia los musulmanes tras un incidente en el que fue desnudado y casi linchado por una turba de musulmanes. Ordenó que varios rebeldes musulmanes fueran degollados lentamente. Tariq Ali escribió sobre el incidente real en una de sus novelas, afirmando que los musulmanes que habían estado a punto de linchar a Shuxing'a no eran musulmanes hui, sino que pertenecían a otra etnia, pero a pesar de ello el funcionario manchú culpó a todos los musulmanes del incidente.

## Ideología rebelde
La revuelta no tuvo carácter religioso, ya que a los musulmanes se unieron shan y kachin no musulmanes y otras tribus de las colinas. Un oficial británico declaró que los musulmanes no se rebelaron por motivos religiosos y que los chinos eran tolerantes con las diferentes religiones y era poco probable que hubieran provocado la revuelta interfiriendo en la práctica del Islam. Además, las fuerzas musulmanas leales ayudaron a Qing a aplastar a los musulmanes rebeldes.
Du Wenxiu no dirigía su rebelión contra los Han, sino que era anti-Qing y quería destruir el gobierno manchú. Durante la revuelta, los hui de provincias que no estaban en rebelión, como Sichuan y Zhejiang, actuaron como negociadores entre los hui rebeldes y el gobierno Qing. Una de las pancartas de Du Wenxiu decía «Privar a los manchúes Qing de su mandato de gobernar» (革命滿淸), y pedía a los han que ayudaran a los hui a derrocar el régimen manchú y expulsarlos de China. Las fuerzas de Du lideraban múltiples fuerzas no musulmanas, incluyendo chinos Han, Li, Bai y Hani. Du Wenxiu también hizo un llamamiento a la unidad entre los musulmanes hui y los han. Se le citó diciendo que «nuestro ejército tiene tres tareas: expulsar a los manchúes, unirse con los chinos y expulsar a los traidores».
Du Wenxiu no culpó a los Han de las masacres de Hui, sino que achacó las tensiones al régimen manchú, afirmando que eran ajenos a China y alienaban a los chinos y a otras minorías. También pidió la expulsión completa de los manchúes de toda China para que ésta volviera a estar bajo su dominio.
Se libró una guerra total contra el dominio manchú. Du Wenxiu se negó a rendirse, a diferencia del otro comandante musulmán rebelde, Ma Rulong. Esto pudo tener algo que ver con las sectas del Islam practicadas entre los rebeldes. Los musulmanes sunníes gedimu hanafí bajo el mando de Ma Rulong desertaron fácilmente a Qing, mientras que los musulmanes sufíes jahriyya no se rindieron. Algunos de los rebeldes jahriyya de la rebelión de Panthay, como Ma Shenglin, estaban emparentados con el líder jahriyya de la revuelta de Dungan, Ma Hualong, y mantenían contacto con ellos.
La rebelión comenzó tras las masacres de hui perpetradas por las autoridades manchúes. Du utilizó una retórica antimanchú en su rebelión contra los Qing, llamando a los han a unirse a los hui para derrocar a los manchúes Qing tras 200 años de dominio. Du invitó al también líder musulmán hui Ma Rulong a unirse a él para expulsar a los manchúes Qing y  »recuperar Chin». Por su guerra contra la «opresión» manchú, Du «se convirtió en un héroe musulmán», mientras que Ma Rulong desertó a los Qing. En múltiples ocasiones, Kunming fue atacada y saqueada por las fuerzas de Du Wenxiu. Su capital fue Dali. La revuelta terminó en 1873. El actual gobierno chino considera a Du Wenxiu un héroe.
Du Wenxiu vestía ropas chinas e impuso el uso de la lengua árabe en su régimen. Du también prohibió la carne de cerdo. Ma Rulong también prohibió la carne de cerdo en las zonas bajo su control después de rendirse y unirse a las fuerzas Qing.
En Kunming se produjo una matanza de 3.000 musulmanes por instigación del comisario judicial, que era manchú, en 1856. De Wenxiu era de origen chino han a pesar de ser musulmán y dirigía tanto a musulmanes hui como a chinos han en su burocracia civil y militar. Du Wenxiu fue combatido por otro líder musulmán, el desertor a los Qing Ma Rulong. El erudito musulmán Ma Dexin, que afirmaba que el neoconfucianismo era conciliable con el Islam, aprobó la deserción de Ma Rulong a los Qing y también ayudó a otros musulmanes a desertar.
El animismo tribal pagano, el confucianismo y el islamismo fueron legalizados y «honrados» con una «burocracia al estilo chino» en el sultanato de Du Wenxiu. Un tercio de los puestos militares del sultanato estaban ocupados por chinos han, que también ocupaban la mayoría de los puestos civiles.

### Eslóganes revolucionarios de Du Wenxiu
|  | Paz a los Han. Abajo con la corte Qing. | 安漢反清 |

|  | Para unir en uno a los Hui y los Han, Para erigir la bandera de la rebelión, Para deshacernos de los bárbaros manchúes, Para resucitar a China, Para detener la corrupción, Para salvar al pueblo del agua y el fuego | 連回、漢為一體、 豎立義旗、 驅逐韃虜、 恢復中華、 剪除貪污、 出民水火 |

## Negociaciones
Los musulmanes hui de Zhejiang y Sichuan, invitados por los Qing a Yunnan en 1858, mantuvieron negociaciones de paz y no participaron en la revuelta.

## Curso de la guerra
La rebelión comenzó como levantamientos locales generalizados en prácticamente todas las regiones de la provincia. Fueron los rebeldes del oeste de Yunnan, bajo el liderazgo de Du Wenxiu, quienes, al hacerse con el control de Dali en 1856 (que conservaron hasta su caída en 1872), se convirtieron en el principal centro militar y político de oposición al gobierno Qing. Volvieron su furia contra los mandarines locales y acabaron desafiando al gobierno central de Pekín.
El gobierno imperial se vio obstaculizado por una profusión de problemas en diversas partes del extenso imperio, siendo la rebelión Taiping uno de ellos. Era una época en la que China aún sufría las conmociones causadas por la primera serie de tratados desiguales, como el Tratado de Nankín. Estas circunstancias favorecieron el ascenso de los musulmanes en Yunnan.

### El Reino del Sur «Pacificado»
Los rebeldes capturaron la ciudad de Dalí, que se convirtió en la base de sus operaciones, y se declararon una entidad política separada de China. Los rebeldes identificaron su nación como Pingnan Guo (Ping-nan Kuo; en chino simplificado, 平南国; literalmente, ‘Estado del Sur Pacificado’); su líder Sulayman ibn `Abd ar-Rahman, conocido como Du Wenxiu [originalmente Yang Xiu (杨秀)] (fallecido en 1873) se hacía llamar Qa'id Jami al-Muslimin ('Líder de la Comunidad de Musulmanes', pero las fuentes extranjeras suelen referirse a él como Sultán) y gobernó entre 1856 y el 26 de diciembre de 1872. Desde 1855, los hui de Yunnan se habían levantado contra la opresión a la que les sometían los mandarines. Se levantaron contra la tiranía y la extorsión practicadas universalmente por esta clase oficial, de la que estaban excluidos. Los mandarines habían acosado secretamente con turbas a los ricos Panthays, provocado disturbios anti-Hui e instigado la destrucción de sus mezquitas. La revuelta no era de carácter religioso, ya que a los musulmanes se unieron en la revuelta los no musulmanes shan y kachin y otras tribus de las colinas. Un oficial británico declaró que los musulmanes no se rebelaron por motivos religiosos y que los chinos eran tolerantes con las distintas religiones y era poco probable que hubieran provocado la revuelta interfiriendo en la práctica del Islam. Además, las fuerzas musulmanas leales ayudaron a Qing a aplastar a los musulmanes rebeldes.
La rebelión comenzó como un levantamiento local. La desencadenaron los trabajadores panthay de las minas de plata del pueblo de Lin'an, en Yunnan, que se sublevaron contra los Qing. El gobernador chino de Yunnan envió un llamamiento urgente al gobierno central en Pekín. El gobierno imperial se encontraba en una situación difícil debido a los problemas que surgían con profusión en diversas partes del extenso imperio.
Rechazaron los ataques esporádicos de las tropas imperiales. Arrancaron una ciudad importante tras otra de las manos de los mandarines imperiales. Las ciudades y aldeas chinas que resistieron fueron saqueadas y sus habitantes masculinos masacrados. Todos los lugares que cedieron fueron perdonados. La antigua ciudad santa de Dali cayó en manos de los pantayos en 1857. Con la toma de Dali, la supremacía musulmana se consolidó en Yunnan.
En un principio, Du Wenxiu no dirigía su rebelión contra los Han, sino que era anti-Qing y quería destruir el gobierno manchú. Durante la revuelta, los hui de provincias que no estaban en rebelión, como Sichuan y Zhejiang, actuaron como negociadores entre los hui rebeldes y el gobierno Qing. Una de las pancartas de Du Wenxiu decía «Privar a los manchúes Qing de su mandato de gobernar» (革命滿清), y pedía a los han que ayudaran a los hui a derrocar el régimen manchú y expulsarlos de China. Las fuerzas de Du lideraban múltiples fuerzas no musulmanas, incluyendo a los Han-chinos, Li, Bai y Hani. Du Wenxiu también hizo un llamamiento a la unidad entre los hui musulmanes y los han. Se le citó diciendo que «nuestro ejército tiene tres tareas: expulsar a los manchúes, unirse con los chinos y expulsar a los traidores». Du Wenxiu no culpó a los han, sino que achacó las tensiones al régimen manchú, diciendo que eran ajenos a China y alienaban a los chinos y a otras minorías. Du Wenxiu también pidió la expulsión total de los manchúes de toda China para que ésta volviera a estar bajo dominio chino. Se libró una guerra total contra el dominio manchú. Du Wenxiu se negó a rendirse, a diferencia del otro comandante musulmán rebelde, Ma Rulong. Esto pudo tener algo que ver con las sectas del Islam practicadas entre los rebeldes. Los musulmanes sunníes gedimu hanafí bajo el mando de Ma Rulong desertaron fácilmente a Qing, mientras que los musulmanes sufíes jahriyya no se rindieron. Algunos de los rebeldes jahriyya de la rebelión de Panthay, como Ma Shenglin, estaban emparentados con el líder jahriyya de la revuelta de Dungan, Ma Hualong, y mantenían contacto con ellos.
El «Reino Islámico de Yunnan» fue proclamado tras la caída de Tali-fu (ciudad de Dali). Du Wenxiu, líder de los pantayas, asumió el título regio de sultán Solimán e hizo de Tali-fu su capital. De este modo, apareció en Yunnan un sultanato a imagen y semejanza de los de Oriente Próximo. También se crearon gobernaciones panthay en algunas ciudades importantes, como Momein (Tengyueh), a pocas etapas de la ciudad fronteriza birmana de Bhamo. En 1860, los panthay alcanzaron la cima de su poder y gloria.
Al tomar el poder, Du Wenxiu proclamó que «los taiping se convertirán en nuestros aliados, nos ayudaremos mutuamente y destruiremos a nuestros enemigos con nuestros esfuerzos combinados», lo que indicaba su intención de cooperar con la rebelión cristiana heterodoxa de los taiping, que pretendía derrocar a la dinastía Qing.
Los ocho años que van de 1860 a 1868 fueron el apogeo del sultanato. Los pantayas habían tomado o destruido cuarenta ciudades y cien aldeas. Durante este periodo, el sultán Suleimán, de camino a La Meca como peregrino, visitó Rangún, presumiblemente a través de la ruta de Kengtung, y de allí a Calcuta, donde tuvo ocasión de ver a los británicos en la India.

### Declive
El poder del sultanato declinó después de 1868. El gobierno imperial chino había logrado revitalizarse y en 1871 dirigía una campaña para aniquilar a los obstinados musulmanes hui de Yunnan. Poco a poco, el gobierno imperial fue estrechando el cerco en torno al sultanato. El sultanato se mostró inestable en cuanto el gobierno imperial emprendió un ataque regular y decidido contra él. Una ciudad tras otra cayeron bajo los ataques bien organizados de las tropas imperiales. La propia Dali fue asediada por las fuerzas imperiales. El sultán Sulayman (también escrito Suleiman) se encontró enjaulado por las murallas de su capital. Buscando desesperadamente ayuda exterior, se dirigió a los británicos en busca de ayuda militar. Se dio cuenta de que sólo la intervención militar británica podría haber salvado su sultanato.
El sultán tenía razones para recurrir a los británicos. Las autoridades británicas de la India y Birmania Británica habían enviado una misión dirigida por el mayor Sladen a la ciudad de Tengyue, en la actual Yunnan (conocida como Momien en lengua shan), entre mayo y julio de 1868. La misión de Sladen había permanecido siete semanas en Momien reuniéndose con oficiales rebeldes. El principal objetivo de la misión era reactivar la ruta de embajadores entre Bhamo y Yunnan y resucitar el comercio fronterizo, que casi había cesado desde 1855, principalmente a causa de la rebelión de los musulmanes de Yunnan.
Aprovechando las relaciones amistosas resultantes de la visita de Sladen, el sultán Sulayman, en su lucha por la supervivencia del sultanato Pingnan Guo, se dirigió al Imperio Británico en busca de reconocimiento oficial y ayuda militar. En 1872 envió a su hijo adoptivo, el príncipe Hassan, a Inglaterra con una carta personal a la reina Victoria, vía Birmania, en un intento de obtener el reconocimiento oficial del Imperio Panthay como potencia independiente. La misión de Hassan fue tratada con cortesía y hospitalidad tanto en la Birmania británica como en Inglaterra. Sin embargo, los británicos se negaron cortés pero firmemente a intervenir militarmente en Yunnan contra Pekín. En cualquier caso, la misión llegó demasiado tarde: Hassan y su grupo estaban en el extranjero y Dali fue capturada por las tropas imperiales en enero de 1873.
El gobierno imperial había emprendido una guerra sin cuartel contra el sultanato con la ayuda de expertos franceses en artillería. Los rebeldes, mal equipados y sin aliados, no fueron rival para su moderno equipo, su personal entrenado y su superioridad numérica. Así, a las dos décadas de su ascenso, cayó el poder de los pantayas en Yunnan. Al no ver escapatoria ni piedad de su implacable enemigo, el sultán Sulayman intentó quitarse la vida antes de la caída de Dali. Sin embargo, antes de que el opio que bebió le hiciera efecto, fue decapitado por sus enemigos. Las tropas manchúes iniciaron entonces una masacre de los rebeldes, matando a miles de civiles y enviando orejas cortadas junto con las cabezas de sus víctimas. Su cuerpo está enterrado en Xiadui, a las afueras de Dali. La cabeza del sultán se conservó en miel y se envió a la Corte Imperial de Pekín como trofeo y testimonio del carácter decisivo de la victoria del imperio manchú Qing sobre los musulmanes de Yunnan.
Uno de los generales musulmanes, Ma Rulong (Ma Julung), desertó al bando Qing. Luego ayudó a las fuerzas Qing a aplastar a sus compañeros rebeldes musulmanes. Los europeos le llamaban mariscal Ma y adquirió el control casi total de la provincia de Yunnan.
En la década de 1860, cuando Ma Rulong, en el centro y oeste de Yunnan, luchó para aplastar la presencia rebelde y poner la zona bajo control Qing, un tío abuelo de Ma Shaowu, Ma Shenglin, defendió el Gran Donggou contra el ejército de Ma Rulong. Ma Shenglin era el jefe religioso de la Jahriyya menhuan de Yunnan y un líder militar. Un mortero lo mató durante la batalla de 1871.
Restos dispersos de las tropas Pingnan Guo continuaron su resistencia tras la caída de Dali, pero cuando Momien volvió a ser asediada y asaltada por las tropas imperiales en mayo de 1873, su resistencia se quebró por completo. El gobernador Ta-sa-kon fue capturado y ejecutado por orden del gobierno imperial.

## Secuelas

### Atrocidades
Aunque en gran parte olvidada, la sangrienta rebelión causó la muerte de hasta un millón de personas en Yunnan. Muchos seguidores de la causa musulmana de Yunnan fueron perseguidos por los manchúes imperiales. Se produjeron masacres masivas de musulmanes yunnaneses. Muchos huyeron con sus familias a través de la frontera birmana y se refugiaron en el estado de Wa, donde, hacia 1875, establecieron la ciudad de Panglong, exclusivamente hui.
Durante un periodo de entre diez y quince años tras el colapso de la rebelión de Panthay, la minoría hui de la provincia fue ampliamente discriminada por los victoriosos Qing, especialmente en los distritos fronterizos occidentales contiguos a Birmania. Durante estos años, los refugiados hui asentados al otro lado de la frontera con Birmania se establecieron gradualmente en sus oficios tradicionales: comerciantes, caravaneros, mineros, restauradores y (para aquellos que eligieron o se vieron obligados a vivir al margen de la ley) contrabandistas y mercenarios, y llegaron a ser conocidos en Birmania como los Panthay.
Al menos 15 años después del colapso de la Rebelión Panthay, los asentamientos originales de Panthay en Birmania habían crecido hasta incluir un gran número de Shan y otros pueblos de las colinas.
Panglong, ciudad musulmana china de la Birmania británica, fue totalmente destruida por los invasores japoneses en la invasión nipona de Birmania. El musulmán hui Ma Guanggui se convirtió en el líder de la guardia de autodefensa hui de Panglong creada por Su, que fue enviado por el gobierno del Kuomintang de la República de China para luchar contra la invasión japonesa de Panglong en 1942. Los japoneses destruyeron Panglong, incendiándola y expulsando como refugiados a las más de 200 familias hui. Yunnan y Kokang recibieron a los refugiados hui de Panglong expulsados por los japoneses. Uno de los sobrinos de Ma Guanggui era Ma Yeye, hijo de Ma Guanghua, y narró la historia de Panglang, incluido el ataque japonés. Un hui de Panglong escribió y publicó en 1998 un relato del ataque japonés a los hui de Panglong titulado «Folleto de Panglong». El ataque japonés en Birmania hizo que la familia Hui Mu buscara refugio en Panglong, pero fueron expulsados de nuevo a Yunnan desde Panglong cuando los japoneses atacaron Panglong.

### Impacto en los musulmanes
La dinastía Qing no masacró a los musulmanes que se rindieron, de hecho, el general musulmán Ma Rulong, que se rindió y se unió a la campaña Qing para aplastar a los musulmanes rebeldes, fue ascendido, y entre los oficiales militares de Yunnan al servicio de los Qing, era el más fuerte.
Los ejércitos Qing dejaron en paz a los musulmanes que no se rebelaron, como en la prefectura nororiental de Zhaotong, en Yunnan, donde había una gran densidad de población musulmana después de la guerra.
El uso de musulmanes en los ejércitos Qing contra la revuelta fue señalado por Yang Zengxin.

La tercera razón es que en la época en que los musulmanes turcos se rebelaron en los primeros años del reinado de Guangxu, las «cinco divisiones de élite» que el gobernador general Liu Jintang dirigió fuera del Paso eran todas tropas dunganas [Hui dui 回队]. En aquel entonces, los comandantes militares dungan como Cui Wei y Hua Dacai eran tropas rendidas que habían sido redistribuidas. Se trata, sin duda, de casos de peones que llegaron a alcanzar grandes méritos. Cuando Cen Shuying estaba a cargo de los asuntos militares en Yunnan, entre las tropas y generales musulmanes que utilizó había muchos rebeldes, y gracias a ellos se pacificó la rebelión musulmana en Yunnan. Estos son ejemplos que demuestran que las tropas musulmanas pueden ser utilizadas eficazmente incluso cuando los levantamientos musulmanes aún están en curso. Es más, desde la instauración de la República, los Dungan no han demostrado el menor atisbo de comportamiento errático que sugiera que puedan resultar poco fiables.

### Impacto en Birmania
La rebelión tuvo un importante impacto negativo en la dinastía Konbaung. Tras ceder la Baja Birmania a los británicos después de la primera guerra anglo-birmana, Birmania perdió el acceso a vastas extensiones de tierras de cultivo de arroz. Para no disgustar a China, el reino birmano accedió a negarse a comerciar con los rebeldes Pingnan Guo, de acuerdo con las exigencias chinas. Sin la posibilidad de importar arroz de China, Birmania se vio obligada a importar arroz de la India. Además, la economía birmana había dependido en gran medida de las exportaciones de algodón a China, y de repente perdió el acceso al vasto mercado chino. Muchos refugiados hui supervivientes escaparon por la frontera a los países vecinos, Birmania, Tailandia y Laos, formando la base de una población hui china minoritaria en esas naciones.